# أن تقتل طائرا بريئا
أن تقتل عصفوراً محاكياً أو أن تقتل طائرًا بريئًا وترجمت أيضًا إلى لا تقتل عصفورًا ساخرًا (بالإنجليزية : To Kill a Mockingbird) رواية للكاتبة الأمريكية هاربر لي، نشرت عام 1960 وفازت بالبوليتزر. حققت نجاحاً سريعاً وأصبحت علامة في الأدب الأمريكي الحديث. الرواية مبنية على حياة الكاتبة ومشاهداتها وعلاقاتها بالعائلة والجيران. وأيضاً على حادثة وقعت بالقرب من بلدتها عام 1936 حينما كانت في العاشرة.
يُحسب للرواية فكاهتها ودفئها، رغم تعاملها مع مواضيع جادة مثل المحاكمات الجنائية والتفرقة العنصرية. والد الراوية آتيكوس فينتش صار بطلاً أخلاقياً للعديد من القرّاء ونموذجاً لنزاهة المحامين. يقول أحد النقاد : "في القرن العشرين، ((أن تقتل عصفوراً محاكياً)) هو الكتاب الأكثر قراءة في أمريكا[ ؟ ] والذي يتناول قضية العنصر، وبطله آتيكوس فينتش، أكثر الشخصيات الخيالية شعبية وبطولة في هذه القضية."
كرواية عن القوطية الجنوبية، تتناول مواضيع مثل التفرقة العنصرية وضياع البراءة، والأكاديميون يشيرون كذلك إلى أن لي تناولتْ قضايا الطبقية، الشجاعة والتسامح. الكتاب يُدرّس بشكل واسع في البلاد الناطقة بالإنجليزية في دروس تشجع على التسامح وتبغض التشدد. وبالرغم من مواضيعه، كان الكتاب عرضة لحملات كثيرة ليتم إبعاده عن التدريس في الصفوف. ورغم شعبيته، فإن بعض القراء غير راضين عن الصورة التي يُظهر بها السود.
حولت الرواية إلى فيلم فاز بثلاثة جوائز أوسكار عام 1962.

## الحبكة
تروي الرواية على لسان بطلة القصة جان لويز فيتنش (سكاوت)، أحداثاٌ وقعت خلال ثلاث سنين من العام 1933 إلى 1935، في البلدة الخيالية مياكومب في ولاية ألاباما في الولايات المتحدة الأمريكية. تعيش بطلة القصة سكاوت مع أخيها الأكبر جيمس ووالدها المحامي الأرمل أتيكوس. تصادق هي وأخاها ولداٌ يدعى ديل هاريس وهو ولد يأتي إلى بلدتهما كل صيفٍ للبقاء مع عمته رايتشل. يزداد فضول الأطفال تجاه جارهم الغامض آرثر رادلي الذي لم يشاهده أحد لسنواتٍ عديدةٍ وتنتشر الكثير من اللإشاعات عنه وعن حياته الغامضة، بينما الأطفال يغذون مخيلتهم بحكايا وإشاعاتٍ ذات مصدرٍ غير موثوق عنه. يبدأ الأطفال محاولاتهم بالبحث عن طرق لجعل بو يخرج من منزله وبعد فترة يتواجهون مع مجموعة هدايا صغيرة تظهر لهم داخل شجرة عند منزل عائلة رادلي ويظنون أنها من بو لكن مع خيبتهم الكبيرة لا يظهر بو أبداً لهم.
أما في المحكمة، يواجه توم روبينسون الأمريكي من أصولٍ أفريقية تهمة إغتصاب موجهة له من فتاة بيضاء اسمها مايلا وتكون ابنة سكير البلدة بوب. بسبب العنصرية تجاه سود البشرة يرفض المحاموون الدفاع عن توم للون بشرته مما يضطر القاضي تايلور إلى تعيين أتيكوس والد سكاوت وجيمس كمحامي لتوم.
قرار القاضي يعرض أتيكوس إلى الكثير من المشاكل مع رفض مجتمعه دفاعه عن ردل ذو بشرة سمراء ولكن مبادئ أتيكوس تمنعه من رفض القضية فيقوم بالدفاع عن توم، خلال المحكمة يعرض أتيكوس دلائل تثبت أن مايلا لم تتعرض للإغتصاب من قبل توم ويعرض أتيكوس احتمال كون مايلا من وحدتها قد حاولت إغراء توم لكنها فشلت ويتزامن مع فشلها رؤية والدها لها من النافذة فيقوم بلكمها بيجه اليسرى على عكس إدعاء مايلا بأن توم من لكمها. تزداد صحة كلام أتيكوس مع كشف أن يد توم اليسرى مشلولة مما يجعل لكمه لمايلا مستحيل.
على الرغم من كثرة توافر الأدلة إلا أن المحكمة تحكم على توم بكونه مذنب، لكن الأدلة التي قدمها أتيكوس تجعل البلدة تقوم بالتوقف عن التعامل مع بوب وعائلته وتقوم سحق سمعتهم مما يجعل قلب بوب مليء بالأحقاد على آل فينتش.
يستغل بوب فرصة العرض المدرسي الذي يقام في إحتفال الهالويين ويقوم بمحاولة قتل جيمس وسكاوت أثناء عودتهما إلى المنزل لكن زي سكاوت الثقيل يقوم بحمايتها بينما جيمس يكسر ذراعه أثناء المواجهة، يقوم شخص غريب بنجدتهما ويقع بوب على الأرض غريقاً بجراحه أثناء المواجهة.
عندما يقوم الرجل الغريب بحمل جيمس إلى المنزل تكتشف سكاوت أنه بو رادلي ويقوم الشرطي بالكتابة في تقرير التحقيق أن بوب تسبب بوفاته حيث أنه سقط على سكينه الخاص مما أدى إلى فقده للدماء وموته، بينما تقوم سكاوت بمرافقة بو إلى الباب تودعه وتفكر بالحياة من خلال وجهة نظره.

## شخصيات الرواية

### أتيكوس فينتش
والد سكاوت وجيم. ولا يزعجه أن ينادياه باسمه الأول، أتيكوس. خلاف العادة، رغم أن سكاوت وجيم ينادوه بـ سيدي أحياناً, وهو مهذب مع كل من يعامله بغض النظر عن مستواه الاجتماعي أو لونه. في شبابه كان معروفاً بكونه رام ماهر من الطلقة الأولى.

### توم روبينسون
المتهم الذي يدافع عنه آتيكوس فينتش في الرواية.

### جيم فينتش
أخ سكاوت وصديق ديل، وهو أكثر هدوءاً وتحفظاً من أخته، لديه مبادئ وتوقعات تجاه البشر. وهو ما لم يجده في الواقع لذا يصاب بالإحباط.

### جان لويز فينتش
أو سكاوت، وهي الشخصية الرئيسية والراوية. ذكية جداً وتمر بوقت صعب في المدرسة نظراً لأنها أجادت القراءة والكتابة بالفعل قبل الالتحاق. والرواية تدور بشكل ما حول النضج التدريجي الذي تصل إليه سكاوت.

### ديل
صديق الأخوين. وجارهما في الفترة الصيفية حين يأتي إلى البلدة من ميريديان. ميسيسيبي. للإقامة بمنزل عمته المجاور لمنزلهما.

### كالبورنيا
طاهية لأسرة فينتش.

### آرثر رادلي
وأحياناً يدعى (بو رادلي)، شخص منعزل. شخصية غامضة بالنسبة لأطفال البلدة وتدور حوله خرافات مخيفة. في صغره كاد يُرسل إلى مدرسة صناعية بعيدة بسبب تورطه مع شبّان مشاكسين. لكن والده يفضّل ابقاءه حبيس المنزل. ويبدو أنه معرض لنوع من العقاب. فيما بعد يطعن آرثر أباه في ساقه. ويُرسل للسجن مجدداً. ثم يخرج، وهذه المرة يبقى في المنزل للأبد وبإرادته. عدا خروجه أحياناً ليلاً. سكاوت، جيم وديل مهووسون بفكرة إخراجه من المنزل. تنشأ صداقة خفية بينه وبين الصبية دون أن يروه أو يعرفون. وقبيل نهاية الرواية يشارك في إنقاذهم. سكاوت الوحيدة من الثلاثة التي ترى بو أخيراً وتتحدث معه. وهذا المشهد يُشار إليه عادة كـلحظة نضج حقيقية وتنوير تصل إليه سكاوت، بطلة الرواية. وكذلك تنوير معنوي للقارئ.

## المزيد
فيلم أن تقتل عصفوراً محاكياً